# Workin' Hard
「Workin' Hard」（ワーキン・ハード）は、日本のシンガーソングライター・藤井風の10作目の配信限定シングル。2023年8月25日にHEHN RECORDS / ユニバーサルミュージックより発売された。

## 概要
2023年8月25日に開幕したバスケットボール世界No.1決定戦『FIBAバスケットボールワールドカップ2023』の中継放送が行われた日本テレビ系・テレビ朝日系共通テーマソングとして書き下ろされた楽曲。
2023年7月4日、本楽曲が『FIBAバスケットボールワールドカップ2023』テーマソングに決定したことが発表され、8月8日には、本楽曲がワールドカップ開幕日である8月25日に10th配信シングルとしてリリースされることが発表された。また同日、本楽曲が藤井のTikTok限定で先行配信が開始された。
8月16日、FM802『ROCK KIDS 802 OCHIKEN Goes ON!!』にて、本楽曲がフルサイズでオンエアされた。8月18日には、リリース前にもかかわらず、リリック&楽曲データベース「Genius」での本楽曲の閲覧回数が50,000回を超えた。

本楽曲の起用にあたって、学生時代、バスケットボール部に所属していた藤井は、以下のようにコメントしている。
小さい頃、家のすぐそばにあった輪っかになった木の枝にバスケットボールを入れる練習を何度もしていたことを覚えています。
僕はバスケットボールを極めることは全く出来ませんでしたが、あれから10年以上経った今、こんな形でバスケットボールに関わらせていただける日が来るなんて。恥ずかしいような、でもとってもありがたい気持ちでいっぱいです。
たくさん努力して道を極めた選手たちのことを想像したり、実際に試合を観に行かせてもらったりして、自分の内側からじわじわと湧き上がるように曲が生まれてきてくれました。

そして制作を進めていくうちに、選手たちだけではなく、この世界で一生懸命に生きる全ての人たちへの愛とリスペクトがどんどん溢れてきました。この曲で、勝ち負けや、目に見える結果を超えた何かを感じてもらえる手助けができたら、本当に嬉しいです。お互いがんばりましょう。
2024年3月20日には、ロサンゼルス・ドジャースの大谷翔平が出演するディップのCM「Let's get started!」篇のCMソングに起用されることが発表され、同日よりオンエアが開始された。
12月20日には、同年8月に日産スタジアムにて開催されたスタジアムライブ「Fujii Kaze Stadium Live "Feelin' Good"」での本楽曲の映像が、公式YouTubeチャンネルに公開された。なお、映像は2日目の公演のものである。
2025年9月にリリース予定の3rdアルバム『Prema』初回盤に付属する、前作『LOVE ALL SERVE ALL』以降にリリースされた楽曲を収めた特典ディスク『Pre: Prema』に、本楽曲が収録され、フィジカルリリースされる。

## 楽曲制作
藤井にとっても大きなターニングポイントとなったという本楽曲は、デビューシングル「何なんw」、2ndアルバム『LOVE ALL SERVE ALL』のリードシングル「まつり」に続く「第三のデビュー曲」という意識を持って、楽曲制作に臨んだと語っている。本楽曲は「grace」の次にリリースする楽曲であり、また「死ぬのがいいわ」が世界で広まった事象の後に初めてリリースする楽曲でもあり、いろんな意味で始まりの曲にしなければ、新しいことを提示しなければ、という思いがあったという。
本楽曲の制作に向け、藤井は実際にBリーグや日本代表戦を観戦、さらにアメリカ・NBAの試合を現地観戦し、そのままロサンゼルスに滞在し、デモを制作。帰国後も制作を続け、アジアツアー「Fujii Kaze and the piano Asia Tour 2023」の準備と映像作品『Fujii Kaze LOVE ALL SERVE ALL STADIUM LIVE』の制作で多忙な中、再度ロサンゼルスに赴き、レコーディングを行った。
本楽曲のプロデューサーには、ドレイクやケンドリック・ラマー、SZAらの楽曲を手掛けるDAHI、ミックスエンジニアにはJeff Ellis、マスタリングエンジニアにはDale Beckerを迎えて、制作された。DAHIとは、実際に会って楽曲制作を進めたのは1回だけだったにもかかわらず、最初に「こういう曲にしたい」「こういうビート、バイブスで、こういうメッセージを伝えたい」ということを共有して、あとはオンラインでのやりとりで仕上げていったという。藤井は、DAHIを「次から次へとアイデアが出てくる方」とし、たくさんのビートや音のサンプルを聴かせてもらい、スムーズに、かつ想像より洗練されたクールでスタイリッシュな方向性となった、と語っている。

## 音楽性
本楽曲の雰囲気は重苦しく、どこか気怠げである。リオン・ウェアとマーヴィン・ゲイの名曲「I Want You」に通じるラテン風ソウルからクラシック音楽にも、さらには90年代R&Bにも繋がるコード感、重心の低いパーカッションと強めのピアノ打鍵がよく粘るベースを介し絡むビートが絶妙で、そこにエッジボイスを随所で用いた囁くような歌い回しで溶け込むボーカルの兼ね合いが、曲のムードをより重たいものに感じさせている。

### 挑戦的で異色なスポーツ大会のテーマソング
ライター・荻原梓は、本楽曲を「スポーツ大会のテーマソングとしては異色の楽曲」「この方向性のサウンドを地上波で放送される大会のテーマソングに採用したことはなかなか挑戦的」だとしている。いわゆるスポーツアンセム的な、聴く者の競争心を掻き立てる疾走感もなければ、高揚感を増幅させる激しいメロディの上下も少ない。スタジアム中を一体感で包み込むような大合唱を巻き起こすギミックもないわけではないが、それがメインとなるようには作られていない。しかし、藤井ならではのクラシックやジャズの素養を感じさせるクールなピアノのタッチは健在である。
Billboard JAPANのインタビューでは、藤井との縁も深いスポーツであるバスケットボールといえば、ヒップホップというイメージがあると述べ「バスケのテーマソングならヒップホップっぽいアプローチができるんじゃないか、自分がヒップホップっぽくて格好いいと思えるものにしなきゃと意識しました」と語っている。
前作「grace」のリリース以降「『grace』が自分の中で卒業ソングみたいな立ち位置になってしまった」「言いたいことは全て言い切った、今できることは全部やったみたいな、ちょっと燃え尽きたような感覚になってしまった」「次に何をしたらいいのか長い間全然わからなかったし、曲を作る必要性も感じなかった」といい、本楽曲のオファーを受け「今までと違ったことをイチから始めるようなエネルギーで、ぜひやってみたいと思えた」と語った。
「新しいことをすることが好き」と述べ「（楽曲へのアプローチを変えたとしても）自分が歌にするべきだと思っているメッセージが変わるわけでもないし、それはほぼ一つしかない。その核みたいなものが揺るぎようもないものだからこそ、次はどういうアプローチでそれを発表できる余地があるのか、他に方法があるのかどうか、自分では全然わからなくなっていた」「（オファーがなかったら）次の曲はもっと時間がかかっていたかもしれない」「同じことを繰り返さなくていいような、全く違うアプローチの方法を模索していた」と、楽曲制作を模索していたことを明かした。
Mikikiの和田信一郎は、本楽曲が「現代的なR&Bを軸とする一方で、世界各地で伝統的に培われてきた労働歌も参照している」と分析している。本楽曲のミュージックビデオを参照し「藤井とともに作業し舞い踊る人々は、社会に欠かせないエッセンシャルワーカーたちだ。そうした地道な日常の様子を描く楽曲を華やかなスポーツの世界大会に提供する姿勢は実に意識的」としている。

### ソングライティングの真骨頂
本楽曲の歌詞は、晴れ舞台で輝くスターを応援するというよりも、ひと知れず頑張り続ける人々の姿を見て鼓舞される心境を歌っており、そのうえで単なる「頑張れ」ではなく「すでにみんなは頑張っていて、そんなみんなに感心させられている」という、人間讃歌的な応援ソングの形を取っている。派手な起伏を避けた曲調もそうしたテーマを反映しており、ゲームが盛り上がるハイライトよりも、膠着状態の静かな緊張感にフォーカスしている。
このような姿勢は〈結果なんぞかったりーわ〉〈Trust the process and be brave（プロセスを信じて勇敢であろう）〉という歌詞にも象徴的である。和田は「こうした表現志向は従来の〈応援歌〉と比べると挑戦的」とした上で「R&Bという音楽系譜の芯になっているブルース感覚、淡々とした反復進行のなかで喜怒哀楽が渾然一体となっていく表現性を非常によく捉えていて、そういった立ち位置からでなければ成し得ない〈応援歌〉にもなっている」と評した。

本楽曲の歌詞に関して、以下のように述べている。
スポーツだから結果が一番大事という考え方もあると思うし、それもすごく理解できるんですけど、こういう視点を持った曲がスポーツのテーマソングとしてあってもいいんじゃないかなと。結果よりもプロセスを大事にすること、勝ちや負けを超えた何かを考えてほしいということは、自分がこれまでも歌にしてきたテーマの一つなので。本当は自分が結果とか目に見えるものにこだわる人間だから、そう自分に言い聞かせているところもあるし、だからこそ自分が歌いたいメッセージなんだと思います。
〈結果なんぞかったりーわ〉〈Trust the process and be brave（プロセスを信じて勇敢であろう）〉という歌詞にも象徴的で、こうした表現志向は、R&Bの芯になっているブルース感覚、淡々とした反復進行のなかで喜怒哀楽が渾然一体となっていく表現性を捉えた、そういった立ち位置からでなければ成し得ない「応援歌」にもなっている。
そうしたメッセージを、藤井特有の方言混じりの節回しや、詞乗りを意識した特徴的な表現で綴っていく。同じく荻原は〈みんなほんまよーやるわ めっちゃがんばっとるわ〉の箇所を「藤井のソングライティングのセンスの真骨頂」「彼にしかできない天才的な表現」と評し「平易な言葉選びでありながらも『ん』や『っ』がリズムと絡み合い、語感が最大化されている」と分析した。
シームレスなラップとボーカルのフロウや歌い方に関して「まつり」以降、歌い方のマインドとして「脱力」がキーワードになっているとし、いかに力を抜いて、聴く人の耳に余計なストレスを与えないか、いかに自分がリラックスして、脱力したムードを聴く人に伝えることができるかどうかが自分の中で大事なことになっている、と語った。

## ミュージックビデオ
本楽曲のリリース前日である8月24日、ミュージックビデオがリリース日である8月25日0時に公式YouTubeチャンネルにプレミア公開されることが発表された。
スーパーマーケット、スクラップ工場、茶畑、市場など、さまざまな場面で藤井扮する働く人が登場する本楽曲のミュージックビデオは、台湾で撮影が行われ、赤いつなぎ姿をはじめ、さまざまなスタイルで藤井が働き、踊る姿が映されている。ミュージックビデオ内で披露しているダンスは、藤井が中学校時代に友達とやってたダンスであることをインタビューで公表している。
本楽曲は、全ての人に対しての楽曲であり、ミュージックビデオの冒頭では、さまざまな職場で働く人たちのシーンを多く繋げ、生活に関連する、誰もがイメージしやすいものを選び、職業としてのワークだけじゃなくて、生活全般も含めたワークだということも含めたいと思い、終盤の布団叩きや、洗濯物などを登場させた、と語った。
藤井は本人のインスタグラムで「文字数に収まらないほどの、この作品に関わって下さった人たちへ、そしてこの作品に触れてくれたあなたへ、文字数に収まらないほどの愛とリスペクトを」と、スタッフやファンへの感謝を英語と日本語で伝えた。